# Bogdănești, Vaslui
Bogdănești este satul de reședință al comunei cu același nume din județul Vaslui, Moldova, România.

## Prezentare
Bogdănești este reședința comunei cu același nume Comuna Bogdănești, Vaslui.